# 横山浩一
横山 浩一（よこやま こういち、大正15年（1926年）2月18日 - 平成17年（2005年）4月7日）は、日本の考古学者。九州大学名誉教授。

## 経歴
1926年、大阪府に生まれた。京都大学文学部で考古学を専攻し、1948年に卒業。
奈良文化財研究所埋蔵文化財センター長などを務めた。1977年、九州大学教授に転じた。また、福岡市博物館館長。学界では、1992年から1996年まで、日本考古学協会会長をつとめた。

## 受賞・栄典
瑞宝中綬章を受章。